# Reid Concert Hall
Le Reid Concert Hall est une petite salle de concert de la ville d'Édimbourg, en Écosse, au Royaume-Uni. Il se trouve à  environ 530 mètres au sud du Royal Mile, et fait partie de l'Université d'Edimbourg. Ouvert à l'origine en 1859 sous le nom de Reid School of Music par le professeur de musique de l'université, John Donaldson (1789-1865), il est un bâtiment classé de catégorie A,. La salle porte le nom du général John Reid, officier de l'armée et musicien qui a fondé la chaire de musique (professeur de musique Reid) à l'université.

## Performances
Le Reid Hall accueille un certain nombre de concerts de musique de chambre classique tout au long de l'année, principalement exécutés par des étudiants et des universitaires. Dans son histoire, un certain nombre d'œuvres de Kenneth Leighton ont été présentées au Reid Hall. Après la mort du compositeur, la salle a accueilli un concert commémoratif interprété par le Wakefield Cathedral Choir.
Pendant le Edinburgh Festival Fringe, le Reid Hall est utilisé comme lieu de représentation appelé " The Cowbarn " par Underbelly.

## Architecture
La Reid School of Music est un grand bâtiment rectangulaire en pierre de taille en grès, conçu par David Cousin dans un style néoclassique à l'italienne. Les grandes fenêtres à guillotine extérieures sont flanquées de niches décoratives à tête de coquillage. Le toit est entouré d'une corniche dentelée, en dessous duquel se trouve une inscription gravée dans la frise. " Endowed by General Reid — School of the theory of music — University of Edinburgh  ". Des marches mènent aux entrées, et sont flanquées de paires de colonnes classiques et surmontées de portiques.
L'intérieur se compose principalement d'une salle de concert spacieuse, connue pour son plafond voûté néoclassique très décoré. Contre le mur est de la salle de concert se trouve un orgue classique reproduit, construit par Jürgen Ahrend en 1978. En revanche, le McEwan Hall voisin ouvert en 1897 est un grand espace avec une forte réverbération.

## Musée de la musique
Lorsque le Reid Hall a été construit, le professeur John Donaldson (1789-1865) a également ajouté une galerie muséale pour exposer sa collection privée d'instruments de musique anciens et inhabituels. Le Reid Hall est considéré comme le plus ancien musée musical construit à cet effet en Europe. Aujourd'hui, la salle Nord abrite la collection d'instruments de musique John Donaldson, qui, avec la collection Russell, fait partie de la collection d'instruments de musique de l'Université d'Édimbourg,.